# Риков Олексій Іванович
Олексій Іванович Риков (рос. Алексей Иванович Рыков, 13 (25) лютого 1881, Саратов, Російська імперія — 15 березня 1938, Комунарка, Московська область, Російська РФСР, СРСР) — радянський політичний і державний діяч, народний комісар внутрішніх справ (1917), член Революційної військової ради Республіки (1919), голова РНК СРСР (1924—1930) і одночасно РНК РРФСР (1924—1929), який змінив на цих посадах Леніна. Член ЦВК СРСР 1—7-го скликань. Член ЦК РСДРП(б) (РКП(б), ВКП(б)) у 1905, 1906—1907, 1917—1918, 1920—1934 роках. Кандидат у члени ЦК РСДРП(б) (ВКП(б)) у 1907—1912, 1934—1937 роках. Член Організаційного бюро ЦК РКП(б) з 5 квітня 1920 по 23 травня 1924 року. Член Політичного бюро ЦК РКП(б) (ВКП(б)) з 3 квітня 1922 по 21 грудня 1930 року.

## До революції
Народився в родині купця, переселенця зі слободи Кукарка Яранського повіту Вятської губернії Івана Ілліча Рикова. Інша версія — в родині селянина. За деякими даними Олексій Риков народився в слободі Кукарка Яранського повіту Вятської губернії, а через два тижня після народження разом із батьками переїхав до Саратова.
У 1892—1900 роках — учень Саратовської 2-ї класичної гімназії. З 1898 по 1901 рік також працював репетитором у Саратові та Казані.
Член РСДРП(б) з 1898 року, більшовик. За іншою версією, в кінці 1900 року вступив в казанську соціал-демократичну групу.
Після закінчення гімназії у 1900 році вступив на юридичний факультет Казанського університету (не закінчив, у березні 1901 року виключений із університет на першому курсі). У 1902 році працював статистиком земства в місті Саратові.
З 1902 року перебував нав нелегальному становищі. Вів партійну роботу в Саратові, Казані. У 1903 році — відповідальний організатор Північного комітету РСДРП у Ярославлі. У 1903—1904 роках — відповідальний організатор Нижньогородського комітету РСДРП у Нижньому Новгороді. У 1904—1905 роках — відповідальний організатор Московського комітету РСДРП у Москві. Неодноразово був заарештований. У 1910—1911 роках — в еміграції у Французькій республіці. Повернувся до Росії, вів революційну діяльність у Санкт-Петербурзі, Одесі та інших містах. З 1912 року був на засланні в Наримі. У березні 1917 року амністований.
З травня 1917 року — член виконавчого комітету, товариш (заступник) голови Московської ради. З вересня 1917 року — член виконавчого комітету Петроградської ради.

## Державна діяльність до смерті Леніна
З 26 жовтня (8 листопада за новим стилем) 1917 року — народний комісар внутрішніх справ у першому радянському уряді Росії. Працював на цій посаді до 4 (17 листопада) (9 днів). 10 листопада 1917 року підписав постанову про створення міліції (ця дата досі відзначається в Росії як День міліції). Як прихильник створення коаліційного уряду за участю всіх лівих сил, Риков 17 листопада 1917 вийшов зі складу РНК і ЦК. 29 листопада 1917 року відкликав свою заяву про вихід з ЦК РКП(б).
З листопада 1917 року — на роботі у виконавчому комітеті Московської ради, займався питаннями постачання міста продовольством. Обраний депутатом Установчих зборів Російської республіки. З 15 лютого по квітень 1918 року — член колегії Народного комісаріату продовольства РРФСР. Одночасно з березня по квітень 1918 року — комісар продовольства Центрального промислового району, член Московської обласної Ради народних комісарів.
28 березня 1918 — 26 травня 1921 року — голова Вищої ради народного господарства (ВРНГ) РРФСР. У липні 1919 — серпні 1921 року — надзвичайний уповноважений Ради праці та оборони з постачання Червоної армії і флоту. У 1918 виступив проти проведення Червоного терору.
27 травня 1921 — 17 липня 1923 року — заступник голови Ради праці та оборони (РПО) РРФСР.
29 грудня 1921 — 2 лютого 1924 року — заступник голови Ради народних комісарів РРФСР. 
9 травня — 7 липня 1923 року — голова Вищої ради народного господарства (ВРНГ) РРФСР.
6 липня 1923 — 2 лютого 1924 року — заступник голови Ради народних комісарів СРСР та голова Вищої ради народного господарства (ВРНГ) СРСР. 17 липня 1923 — 2 лютого 1924 року — заступник голови Ради праці та оборони (РПО) СРСР.
З 5 квітня 1920 по 23 травня 1924 — член Оргбюро ЦК, з 3 квітня 1922 — член Політбюро ЦК. 6 липня 1923 призначений головою ВРНГ СРСР і заступником голови Раднаркому і РПО СРСР. З врахуванням того, що голова Раднаркому В. І. Ленін був тяжко хворий, в руках Рикова зосередилося керівництво всією діяльністю уряду.

## Голова уряду СРСР
2 лютого 1924 — 19 грудня 1930 року — голова Ради народних комісарів СРСР. Одночасно, 2 лютому 1924 — 18 травня 1929 року — голова Ради народних комісарів РРФСР і з 16 січня 1926 по 19 грудня 1930 року — голова Ради праці та оборони СРСР.
Після смерті Леніна активно підтримав Сталіна в боротьбі проти Троцького, а пізніше — проти Зинов'єва і Каменєва. На XV з'їзді ВКП (б) у 1927, коли громили Зінов'єва, сказав: «Я передаю мітлу товаришу Сталіну, нехай він вимітає нею наших ворогів». У 1928 — 1929 виступав проти згортання НЕП, форсування індустріалізації і колективізації, що було оголошено «правим ухилом» у ВКП (б). На квітневому Пленумі ЦК (1929) підданий різкій критиці і «розгромлений». Визнав свої помилки і заявив, що вестиме «рішучу боротьбу проти всіх ухилів від генеральної лінії партії і, перш за все, проти правого ухилу».
Один з підписантів (поряд з М. Калініним (1875—1946) і А. Єнукідзе (1877—1937)) Постанови ЦВК і РНК від 01.02.1930 «Про заходи щодо зміцнення соціалістичної перебудови сільського господарства в районах суцільної колективізації і по боротьбі з куркульством». Це рішення розв'язувало руки «троцькістам» для знищення селянства.

## Останні роки життя
19 грудня 1930 знятий з поста голови Раднаркому СРСР, а 21 грудня 1930 виведений зі складу Політбюро. З 30 березня 1931 року — народний комісар пошт і телеграфів СРСР (17 січня 1932 наркомат перейменовано в Народний комісаріат зв'язку СРСР).
На XVII з'їзді ВКП (б) в своєму виступі сказав про Сталіна: «Він як вождь і як організатор наших перемог з найбільшою силою показав себе в перший же час». У 1934 переведений з членів до кандидатів у члени ЦК ВКП (б). 26 вересня 1936 року знятий з посади народного комісара зв'язку СРСР.
На пленумі в лютому 1937 виключений з партії і 27 лютого 1937 арештований. Утримувався в Луб'янській в'язниці. На допитах визнав себе винним. Як один з головних обвинувачуваних притягнутий до відкритого процесу (Третій Московський процес) у справі «правотроцькістського антирадянського блоку». В останньому слові заявив: «Я хочу, щоб той, кого ще не викрито і не роззброєно, щоб вони негайно і відкрито це зробили… допомогти уряду викрити і ліквідувати залишки охвістя контрреволюційної організації». 13 березня 1938 був засуджений до смертної кари і 15 березня розстріляний на Комунарському полігоні. У 1957 році було подано заявку на реабілітацію Рикова, але її відхилили. Риков був повністю реабілітований Головною Військовою прокуратурою СРСР 4 лютого 1988 року. 21 червня 1988 року відновлений в КПРС.

## Висловлювання

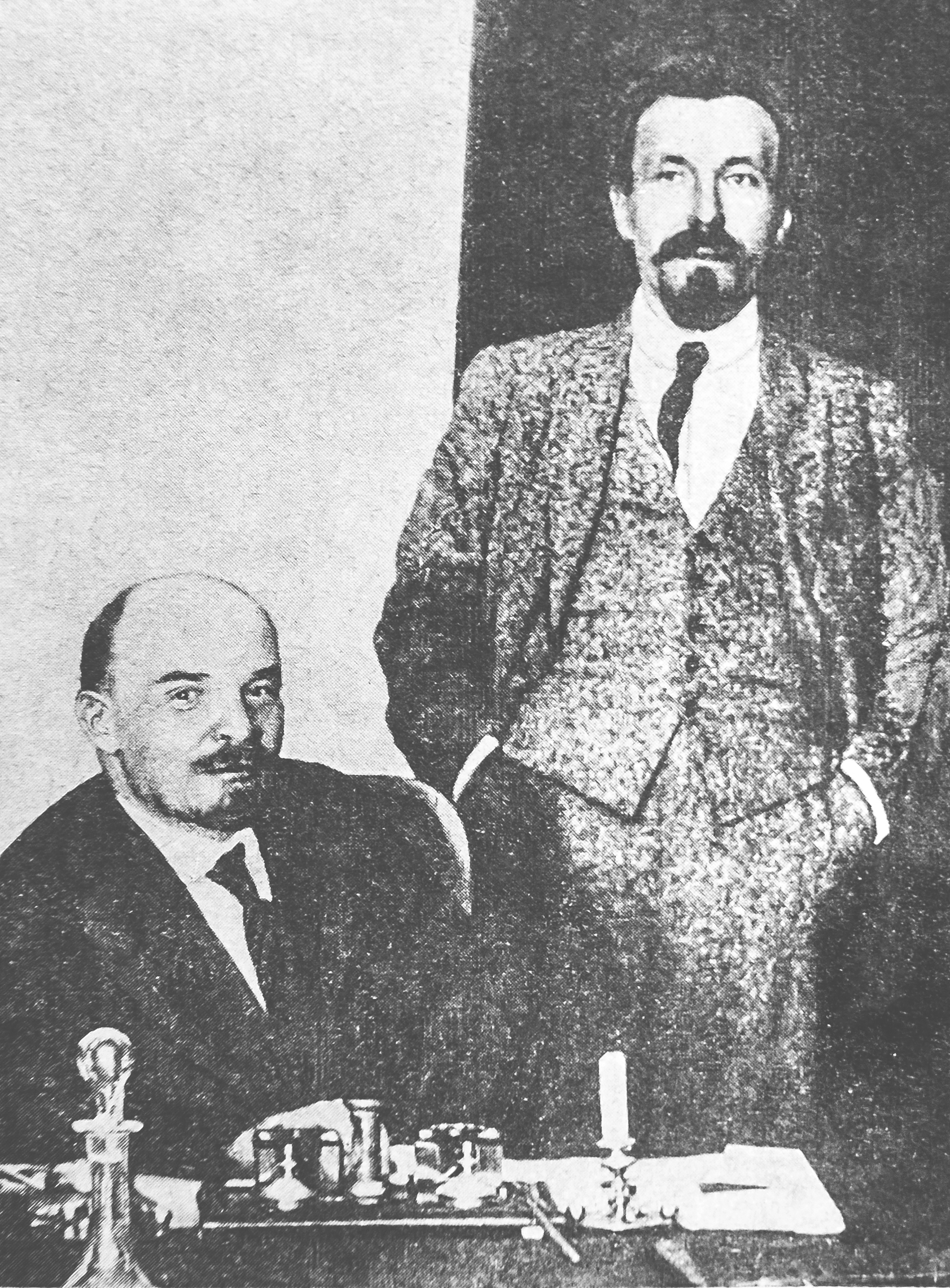
Олексій Риков та Володимир Ленін. 1923

«…Колоніальна політика, наприклад, Великої Британії, полягає у розвитку метрополії за рахунок колоній, а у нас — колоній за рахунок метрополії»

## Родина
Дружина — Ніна Семенівна Маршак (Рикова) (1884, Ростов-на-Дону — 1938), тітка драматурга Михайла Шатрова (Маршака), до Рикова була одружена з Йосипом П'ятницьким (Тарсісом), згодом діячем Комінтерну. Працювала начальником управління охорони здоров'я дітей Наркомздоров'я СРСР. В 1937 році була заарештована. За сучасними даними, розстріляна 4 березня 1938 р. За офіційною радянською версією, померла в таборах 1942 року.
Дочка — Наталія Олексіївна Перлі-Рикова (народилась 22 серпня 1916), в 1939, 1946 і 1950 роках була засуджена ВЗГ. 18 років провела в таборах. Реабілітована в 1956 р.

## Нагороди
- Орден Червоного Прапора (23.02.1928)[10]

## Названі на честь Рикова
- На честь А. І. Рикова було названо місто Риково Донецької області, потім була відновлена колишня назва Єнакієве
- Прижиттєво на честь Рикова в 1928 році були перейменовані чотири номерні Істомінські вулиці в Москві. У 1937—1938 рр.. вулиці мали колишню назву — Істомінські; пізніше були перейменовані по сусідній вулиці Восьмого Березня в 1-4-ті вулиці Восьмого Березня. Наразі, з номерних вулиць збереглися лише 1-а і 4-а.
- Тридцятиградусну горілку в народі називали «риковкою»